# 埃提姆
埃提姆（Edimmu，Ekimmu ），巴比倫神話中，居住於死者國度（介於地獄與人間之間的國度）之亡靈。外型如鳥，有翅膀，於死者國度中徘徊。為「冥界女主宰」埃列什基伽勒所統領。